# うみへび座銀河団
うみへび座銀河団（うみへびざぎんがだん、英： Hydra Cluster ； 別名 Abell 1060）は、157個の明るい銀河を含む銀河団であり、地球からは、うみへび座の方向に見える。 銀河団の全長は約1000万光年であり、異常に高いダークマターの構成比率を持つ。 この銀河団は、地球から1.58億光年離れたうみへび座・ケンタウルス座超銀河団の一部である。この銀河団の最大の銀河は、楕円銀河のNGC 3309 と NGC 3311、および渦巻銀河のNGC 3312であり、これらは全て約15万光年の直径を持つ。

## 参考資料
- Wehner, Elizabeth M. H. and Harris, William E. (Aug. 10, 2006) UCD candidates in the Hydra Cluster . ArXiv.org. ApL Letters